# Michael Barson
Michael Barson, född 21 maj 1958 i Edinburgh, är en brittisk musiker som var pianist, xylofonist och låtskrivare i det brittiska bandet Madness.
Michael Barson var med och bildade bandet The North London Invaders 1976, vad som senare skulle komma att bli Madness. Han betraktades både allmänt och av bandmedlemmarna själva som gruppens ledare. Mellan 1979 och 1983 släpptes 9 singlar som hade Michael Barson som en av upphovsmännen, 4 av dem hade han ensam både skrivit text och musik till. Alla låtarna nådde englandslistans topp-tio.
När han lämnade gruppen 1984 för att leva i lugn och ro med sin familj i Nederländerna gick det snabbt utför med Madness låtskrivande och listplaceringar, och gruppens splittrades 1986. Michael Barson var dock med på deras sista singel, "Waiting for the Ghost Train". Han medverkade dock inte i musikvideon.
År 1992 var han med på deras återföreningsspelning i London, "Madstock".
År 1995 skrev han musik till några av låtarna på Madness sångare Graham McPherson's soloalbum (under artistnamnet "Suggs").
Han skrev musiken till Madness första nyskrivna singel sedan 1986, "Lovestruck", som nådde tiondeplatsen på englandslistan hösten 1999.
År 2007 är han åter med och skriver material till Madness nya album, bl.a. text och musik till singeln "Sorry".